# Sébastien Parotte
Sébastien Parotte (né en 1984 à Verviers) est un chanteur d'opéra belge.
Sébastien Parotte, chanteur lyrique et contrebassiste
Depuis sa plus tendre enfance, la musique est sa langue, sa thérapie, son univers tout entier. Chanteur lyrique et contrebassiste, Sébastien Parotte a étudié sous les ailes de José Van Dam, Mya Besselink et Massimo Giorgi. Au cours des quinze dernières années, il a interprété de nombreux rôles sur les plus prestigieuses scènes d’Europe. Chacune de ses prestations reflète sa générosité et son ambition profonde : faire rayonner l’opéra et la musique classique à travers toutes les couches de la société.

Sébastien Parotte naît à Verviers le 23 février 1984. Ses premières années sont marquées par une timidité extrême et des difficultés de langage, mais il trouve dans le chant une manière de s’exprimer qui se révèle thérapeutique. Sa mère, violoncelliste, remarque alors sa voix de soprano. Il travaille avec elle, au piano, mais aussi avec son grand-père paternel, chef d’une chorale. C’est lui qui place Sébastien devant son premier public, un soir de décembre, à l’église de Soiron. Du haut de ses 6 ans, le garçon bouleverse toute l’assemblée. Il quitte la scène en pleurs, envahi d’une émotion qui vit toujours au fond de ses entrailles trente ans plus tard.
Alors que Sébastien multiplie les concerts avec les Petits Chanteurs de Liège, il découvre le théâtre dans le cadre d’un projet scolaire, et demande à sa mère de lui trouver un cours. Elle l’inscrit à la Maîtrise de l’Opéra Royal de Wallonie-Liège, où ses talents pour la scène s’épanouissent dans la joie du jeu et de l’interprétation. C’est là aussi que Sébastien décide de son destin, lorsqu’il voit José Van Dam faire une entrée tonitruante dans le rôle de Scarpia. Le petit pâtre est subjugué. Dès cet instant, Sébastien n’aura plus qu’un but : chanter à l’opéra, et un jour, incarner à son tour ce personnage sombre et torturé de la Tosca.
Son éducation vocale se poursuit avec les chœurs d’enfants de la Monnaie. Sous la direction de grands chefs d’orchestre, il chante La Flûte enchantée et Pelléas et Mélisande, avant de connaître, à l’adolescence, une période d’incertitude chevillée aux transformations de sa voix. De soprano, il passe à baryton, une nouvelle tessiture qu’il apprivoise avec Mya Besselink. Le travail qu’il réalise avec elle lui ouvre les portes du Conservatoire de Maastricht. Il a 17 ans. La même année, il entame un master en contrebasse au Conservatoire de Liège et au Conservatoire Sainte-Cécile de Rome, où il se rend trois fois par mois. Avec son maître, Massimo Giorgi, il joue sur des instruments de collection, de véritables œuvres d’art, et trouve un bonheur inégalable dans cette capitale au charme singulier. En même temps, il doit travailler pour payer ses études. Il obtient un poste à l’Opéra Zuid, comme chanteur, et un autre comme contrebassiste remplaçant, à l’Orchestre et à l’Opéra de Liège, ce qui ne l’empêchera pas de décrocher ses diplômes haut la main.
Après ses études et une expérience d’un an à l’Opéra Studio de Strasbourg, Sébastien participe une première fois au concours Reine Elisabeth. Sa participation s’arrête aux portes de la finale, mais il se fait remarquer par José Van Dam. Sur l’invitation du célèbre baryton, il entre à la Chapelle Musicale où il complète sa formation sous le signe de l’excellence artistique. En 2011, Sébastien participe une deuxième fois au concours Reine Elisabeth et défend ses couleurs jusqu’en finale. La même année, il est lauréat de l’International Vocal Competition ’s- Hertogenbosch. Pendant quatre ans, il travaille en Allemagne, au Staatheather de Nuremberg. L’expérience lui inculque autant de maîtrise que de flexibilité, car le métier exige de pouvoir jouer Mozart un jour, répéter Verdi le lendemain matin et interpréter Platée le soir même.
Sébastien voyage un peu partout en Europe et découvre, dans chaque endroit, une nouvelle vision de l’art et de la culture, une diversité qui le fascine. Il continue sans cesse de se former et travaille quotidiennement autant le chant que la contrebasse. L’amour est son unique motivation. L’amour de la musique, du public, du travail, mais aussi l’amour de sa famille et de tous ceux qui l’entourent depuis ses débuts. Comme Don Quichotte voit dans la moindre auberge un château enchanté, Sébastien voit des étoiles dans toutes les salles, petits théâtres ou grandes maisons. Partout où il passe, il aime se promener dans les coulisses, discuter avec les techniciens, les électriciens, les menuisiers, tous ces métiers qui font les rouages de l’opéra.
Entier sur scène comme à la ville, il chante toujours avec la même générosité, qu’il se produise devant le couple royal, des enfants trisomiques ou des détenus dans une prison. Dans tous les cas, l’émotion trouve son chemin, guidée par la voix sombre de ce chanteur au grand cœur.
Texte : Mélanie Antoine

## Biographie
Sébastien Parotte, originaire de Grand-Rechain (Herve), chante depuis l’âge de 5 ans et possède déjà une large expérience musicale. Il a fait ses études aux conservatoires de Liège, ou il obtint une licence en contrebasse et de Maastricht (classe de chant de Mya Besselink). En 2008 il a intégré la Chapelle musicale Reine Élisabeth, pour se préparer avec son professeur José van Dam, pour le Concours musical international Reine-Élisabeth-de-Belgique de chant 2011, ou il arrive à se placer parmi les finalistes,.
Sébastien Parotte est actuellement membre de la troupe du Théâtre d'État de Nuremberg sous la direction musicale de Marcus Bosch (de).